# Benzopiren
Benzopiren je organsko jedinjenje sa formulom C20H12. Strukturno gledajući, bezbojni izomeri benzopirena su pentaciklični ugljovodonici. Oni su fuzioni produkti pirena i fenilenske grupe. Dve izomerna oblika benzopirena su benzo[a]piren i manje zastupljeni benzo[e]piren. Oni pripadaju hemijskoj klasi policikličnih aromatičnih ugljovodonika.
Srodna jedinjenja obuhvataju ciklopentapiren, dibenzopiren, indenopiren i naftopiren. Benzopiren je komponenta ugljene smole. On se javlja zajedno sa drugim srodnim pentacikličnim aromatičnim jedinjenjima, kao što su picen, benzofluoranteni, i perilen. Benzopiren se prirodno javlja u dimu šumskih požara i vulkanskih erupcija, a mogu se naći i u ugljenoj smolu, duvanskom dimu, dimu drveta, i prženoj hrani, kao što je kafa. Dim koji se razvija iz kapi masti koje padnu na užareni ugalj je bogat benzopirenom, koji se može kondenzovati na žarenoj hrani.
Benzopireni su problematični zato što se oni interkaliraju u DNK, čime ometaju transkripciju. Oni se smatraju zagađivačima i karcinogenima. Mehanizan dejstva benzo(a)pirenima uzrokovanih DNK modifikacija je detaljno istražen. On je povezan sa aktivnošću citohrom P450 potklase 1A1 (CYP1A1). Visoka aktivnost CYP1A1 u intestinalnoj sluzokoži sprečava ulaz znatnih količina progutanog benzo(a)pirena u krvotok i sistemsku cirkulaciju. Intestinalni (ali ne i hepatički) detoksifikacioni mehanizam zavisi od receptora koji prepoznaju komponente bakterijke površine (TLR2).
Postoji evidencija kojom se povezuje benzo[a]piren sa formiranjem raka pluća.